# NK Zagreb
El NK Zagreb es un club de fútbol de la ciudad de Zagreb Croacia, fundado en 1919. El equipo disputa sus partidos como local en el Stadion u Kranjčevićevoj, que tiene una capacidad de 8.850 espectadores, y juega en la Druga HNL. El apodo del club es Pjesnici (los "poetas", mencionado por primera vez por el reportero Ivo Tomić). La calle Kranjčevićeva, donde se encuentra su estadio, recibe el nombre del poeta croata Silvije Strahimir Kranjčević.
Los aficionados del club son conocidos como los Bijeli anđeli (los "ángeles blancos"). Son conocidos por sus puntos de vista un tanto singulares del fútbol croata ya que es totalmente contrario a todas las formas de discriminación (ya sea racial, nacional, étnica, sexual o de cualquier otro tipo), y tienen un fuerte sentimiento antivandalista.

## Historia
NK Zagreb se fundó a principios del siglo XX, aunque actualmente no es posible determinar el año exacto de fundación del club. El año de la fundación del club fue 1903, cuando se fundó el club PNIŠK (el primer club deportivo y deportivo de fútbol) en Zagreb, y en muchos libros ese año se mantiene como el año de fundación, aunque ese año no está relacionado con el actual. época de la fundación del club. Se ha demostrado que PNIŠK dejó de operar en 1909 y no tiene conexiones con la actual NK Zagreb, que opera en la calle Kranjčevićeva. Debido a las circunstancias históricas y a la continuidad de las actividades del club de fútbol desde las primeras décadas del siglo XX, la actual NK Zagreb puede vincular sus actividades a 1919. Varios hechos importantes hablan a favor de esto. El club tenía el mismo nombre entonces que ahora, se fundó en las inmediaciones de la actual Tratinska cesta número 9, y realizó actividades de entrenamiento en el campo cerca del estadio actual en Opatička livada, que estaba ubicado al comienzo de las calles Kranjčevićeva y Tratinska de hoy.

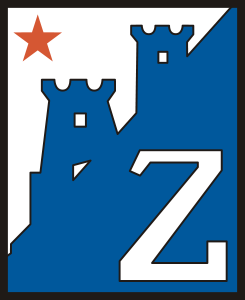
Escudo que el club mantuvo hasta 1990.

Después de la Segunda Guerra Mundial, es decir, desde 1946, el club lleva con orgullo el nombre de su ciudad. En el período comprendido entre la Segunda Guerra Mundial y la Guerra de la Patria, el club fue miembro de varias ligas desde el Campeonato de Zagreb, la Zona de Zagreb, la Liga de la República, la Liga Inter-República hasta un miembro de la primera liga del antiguo estado. Por primera vez, el club adquirió el estatus de la primera liga del antiguo estado bajo el nombre de NK Zagreb en la temporada de 1952, poco después de la fusión de NK Zagreb y NK Borac Zagreb (entonces primera liga) y ganó el décimo lugar en la general. Como miembro de la 1.ª liga del antiguo estado, además del año mencionado, NK Zagreb también compitió en las temporadas: 1952/53, 1954/55, 1955/56, 1956/57, 1964/65, 1965/66 1966/67, 1967/68, 1968/69, 1973/74, 1976/77, 1977/78, 1978/79, 1980/81, 1981/82. El mayor éxito en ese período fue en la temporada 1964/65. cuando el NK Zagreb ganó el sexto lugar bajo el liderazgo del entrenador Gustav Lechner.
Uno de los partidos más destacados del Zagreb fue jugado el 19 de julio de 1973, cuando tuvo lugar el "gran drama en Maksimir", un partido entre el NK Zagreb y el NK Osijek en el estadio Maksimir. Fue uno de los dos partidos de clasificación para ascender a la Primera Liga de Yugoslavia. En el primero en Osijek terminó 0-0 con una asistencia de 25.000 espectadores. El segundo partido se jugó en Maksimir y, debido a una gran demanda de entradas, la asistencia fue de 64.138 espectadores, que batió el récord del estadio. El Zagreb ganó el partido en la tanda de penaltis (4-3). La alineación del equipo para el partido fue: Horvat, Gašparini, Tucak, Antolić, Ivanišević, Lipovac, Markulin, Čopor (Hušidić), Močibob, Rukljač, Smolek (Bakota).
El primer gran éxito del club fue alcanzar la final de la Copa de Croacia, que fue disputada el 29 de mayo de 1997 en Maksimir ante sus grandes rivales del Croatia Zagreb. El NK Zagreb perdió por 2-1 y el gol de Željko Sopić no fue suficiente para remontar los dos goles anotados previamente por Igor Cvitanović y Mark Viduka. Pese a ello, su condición de subcampeón de Copa le permitió jugar la Recopa de Europa, ya que el Croatia Zagreb disputaría la Liga de Campeones de la UEFA como campeón de liga. El NK Zagreb derrotó al Sloga Jugomagnat macedonio en la ronda previa pero fue eliminado en primera ronda por el Tromsø IL.
Entre los jugadores más destacados de la historia del NK Zagreb figura Ivica Olić que llevó al club a su primer campeonato de la Prva HNL en 2002 junto con Joško Popovic, (que jugó en la década de 1990, y todavía estaba activo en 2005), segundo máximo goleador de la Prva HNL.
En el campeonato de 2002, el NK Zagreb rompió el dominio que ejercían el NK Dinamo y el Hajduk al ganar esa liga y, de hecho, sigue siendo el único equipo que ha conseguido desbancar a los dos grandes del título de liga. El NK Zagreb tuvo el mejor entrenador de la temporada, el mejor jugador, el mejor asistente y el mejor goleador, llegando a obtener 11 puntos de ventaja sobre el segundo mejor equipo en un momento de la temporada.
La alineación tipo del equipo campeón fue: Vasilj, Stavrevski, Pirić, Ješe, Bulat, Poldrugač, Duro, Hasančić, Franja, Lovrek y Olić. El NK Zagreb debutó en la Liga de Campeones de la UEFA como campeón croata, pero fue eliminado en la fase previa por el campeón húngaro, el Zalaegerszegi TE por la regla de goles anotados fuera de casa, ya que el global fue de 2–2.

## Palmarés
- Prva HNL (1): 2001–02

- Yugoslav Second League (6): 1953–54, 1963–64, 1972–73, 1975–76, 1979–80, 1990–91
- Druga HNL (Segunda División) (1): 2013-14

- Yugoslav Third League (1): 1989–90

## Participación en competiciones de la UEFA
| Temporada | Torneo                 | Ronda            | Club                | Casa | Visita | Global  |
| --------- | ---------------------- | ---------------- | ------------------- | ---- | ------ | ------- |
| 1964–65   | Inter-Cities Fairs Cup | 1                | GAK                 | 3–2  | 6–0    | 9–2     |
| 1964–65   | Inter-Cities Fairs Cup | 2                | Roma                | 1–1  | 0–1    | 1–2     |
| 1965–66   | Inter-Cities Fairs Cup | 1                | RFC Liège           | 2–0  | 0–1    | 2–1     |
| 1965–66   | Inter-Cities Fairs Cup | 2                | Steagul Roşu Braşov | 2–2  | 0–1    | 2–3     |
| 1969–70   | Inter-Cities Fairs Cup | 1                | Charleroi           | 1–3  | 1–2    | 2–5     |
| 1995–96   | Intertoto Cup          | Grupo 6          | LASK Linz           | 0–0  | –      | –       |
| 1995–96   | Intertoto Cup          | Grupo 6          | Keflavík            | –    | 0–0    | –       |
| 1995–96   | Intertoto Cup          | Grupo 6          | Metz                | 0–1  | –      | –       |
| 1995–96   | Intertoto Cup          | Grupo 6          | Partick Thistle     | –    | 2–1    | –       |
| 1997–98   | Cup Winners' Cup       | Clasificatoria   | Sloga Jugomagnat    | 2–0  | 2–1    | 4–1     |
| 1997–98   | Cup Winners' Cup       | 1                | Tromsø              | 3–2  | 2–4    | 5–6     |
| 2001–02   | Intertoto Cup          | 1                | Pobeda              | 1–2  | 1–1    | 2–3     |
| 2002–03   | Champions League       | Clasificatoria 2 | Zalaegerszeg        | 2–1  | 0–1    | 2–2 (a) |
| 2003–04   | Intertoto Cup          | 1                | Koper               | 2–2  | 0–1    | 2–3     |
| 2007–08   | Intertoto Cup          | 1                | Vllaznia Shkodër    | 2–1  | 0–1    | 2–2 (a) |

### Récord ante Oponentes de Otros Países
| País                | J  | G | E | P  | GF | GC |
| ------------------- | -- | - | - | -- | -- | -- |
| Albania             | 2  | 1 | 0 | 1  | 2  | 2  |
| Austria             | 3  | 2 | 1 | 0  | 9  | 2  |
| Bélgica             | 4  | 1 | 0 | 3  | 4  | 6  |
| Francia             | 1  | 0 | 0 | 1  | 0  | 1  |
| Islandia            | 1  | 0 | 1 | 0  | 0  | 0  |
| Italia              | 2  | 0 | 1 | 1  | 1  | 2  |
| Hungría             | 2  | 1 | 0 | 1  | 2  | 2  |
| Macedonia del Norte | 4  | 2 | 1 | 1  | 6  | 4  |
| Noruega             | 2  | 1 | 0 | 1  | 5  | 6  |
| Rumania             | 2  | 0 | 1 | 1  | 2  | 3  |
| Escocia             | 1  | 1 | 0 | 0  | 2  | 1  |
| Eslovenia           | 2  | 0 | 1 | 1  | 2  | 3  |
| Totales             | 26 | 9 | 6 | 11 | 35 | 32 |

### Récord europeo
| Torneo                 | J  | G | E | P  | GF | GC | Última aparición |
| ---------------------- | -- | - | - | -- | -- | -- | ---------------- |
| UEFA Champions League  | 2  | 1 | 0 | 1  | 2  | 2  | 2002–03          |
| UEFA Cup Winners' Cup  | 4  | 3 | 0 | 1  | 9  | 7  | 1997–98          |
| UEFA Intertoto Cup     | 10 | 2 | 4 | 4  | 8  | 10 | 2007             |
| Inter-Cities Fairs Cup | 10 | 3 | 2 | 5  | 16 | 13 | 1969–70          |
| Total                  | 26 | 9 | 6 | 11 | 35 | 32 |                  |

### Récords individuales en competiciones de la UEFA
- Más apariciones en competiciones de la UEFA: 8 apariciones[2]
  - Jasenko Sabitović
  - Željko Sopić
- Máximo goleador en competiciones de la UEFA: 3 goles[2]
  - Nino Bule
  - Krunoslav Lovrek

## Gerencia
- Presidente: Dražen Medić
- Vicepresidente: Tomislav Čilić
- Director general: Vincenzo Cavaliere
- Director deportivo: Igor Čalo
- Director técnico: Igor Šestić
- Jefe de Finanzas y Contabilidad: Anđelka Matić
- Secretario: Iva Silla
- Vocero: Zlatko Abramović

## Jugadores

### Jugadores destacados
| - Stjepan Bobek (1938–1942). - Božo Bakota (1971–1980) - Dražen Biškup (1990–1994, 1995–2000) - Ivica Banović (1997–2000) - Erjon Bogdani (1998–2000) - Emir Spahić (2001–2004) - Senijad Ibričić (2004–2008) - Marijan Čerček (1975–1981) - Nikola Jurčević (1989–1991) - Krunoslav Lovrek (2002–2008) - Mario Mandžukić (2005–2007) - Ivica Olić (2001–2002) - Joško Popović (1991–2001) - Robert Prosinečki (2003–2004) |  | - Vilim Medved - Pero Močibob - Slavko Kovačić - Zlatko Dračić - Branimir Antolić - Stanko Bubanj - Drago Rukljač - Vjeran Simunić - Željko Smolek - Robert Špehar (1992–1994) - Ivica Vrdoljak (2004–2007) - Bernard Vukas (1942–1947) - Mladen Wacha |

Fuente: nkzagreb.hr, Actualizado al 23 de agosto de 2010

## Entrenadores
| - Vlatko Marković - Otto Barić (1974–76) - Ilija Lončarević (1987–88) - Ivo Šušak (1989–92) - Ilija Lončarević (1994–95) - Ivica Matković (1995–96) - Krešimir Ganjto (1997) - Branko Tucak (1997–98) - Josip Kuže (1998–99) - Ivo Šušak (1999–00) - Branko Karačić (2000–01) - Zlatko Kranjčar (2001–02) - Ivan Katalinić (2002) |  | - Nikola Jurčević (2002–03) - Zlatko Kranjčar (2003–04) - Mile Petković (2004–05) - Miroslav Blažević (2006–08) - Luka Pavlović (2008–09) - Igor Štimac (2009–10) - Ivo Šušak (2010) - Luka Pavlović (2010–11) - Gordan Ciprić (2011–12) - Dražen Besek (2012) - Luka Bonačić (2012) - Miroslav Blažević (2012–2013) - Vjekoslav Lokica (2013–Act.) |